# Починок (Марий Эл)
Починок (горномар. Починкӓ) — деревня в Юринском районе Республики Марий Эл. Входит в Быковское сельское поселение.

## География
Находится в юго-западной части республики Марий Эл на левобережье Волги на расстоянии менее 8 км по прямой на запад от районного центра посёлка Юрино.

## История
Деревня известна с 1812 года, когда её купил генерал-майор в отставке B.C. Шереметев. В 1815 году здесь проживало 354 человека, в 1925 180 дворов и 802 жителя, в 1939 194 и 797, в 1992 376 человек. В советское время работали колхоз «Красный факел», промколхоз «Факел», колхоз им. Калинина, совхоз «Юринский».

## Население
Население составляло 328 человек (русские 98 %) в 2002 году, 222 в 2010.